# Jean-Baptiste Hamelin

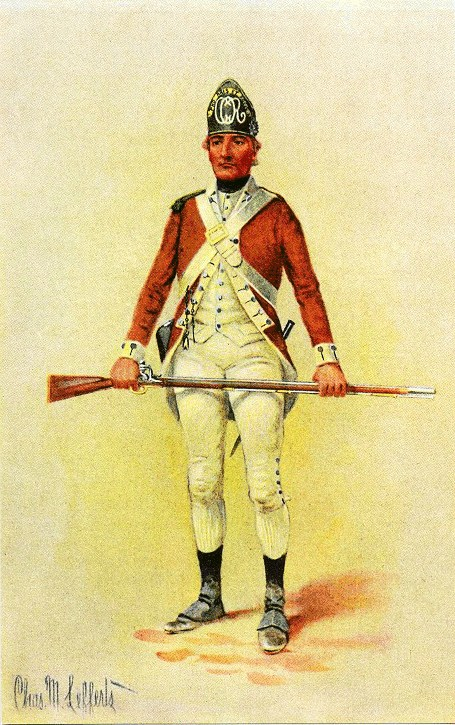
Exemple d'uniforme porté par Jean-Baptiste Hamelin, en tant que capitaine du 2e Régiment canadien

Jean-Baptiste Hamelin (1733-1804), fut un militaire canadien-français et officier dans les troupes américaines durant la guerre d'indépendance des États-Unis.
Jean-Baptiste Hamelin s'engagea dans la guerre d'indépendance américaine le 16 décembre 1776 en tant que capitaine,.
Jean-Baptiste Hamelin servit dans le 2e régiment canadien au sein de l'armée continentale américaine, commandé par le colonel Moses Hazen, un Américain vivant au Québec et qui se battait du côté des Américains pendant la Révolution américaine.
Durant l'été 1779, Jean-Baptiste est avec son régiment canadien pour construire une route d'invasion parallèle au lac Champlain.
Jean-Baptiste Hamelin fut envoyé par l'inspecteur général Augustin de la Balme pour commander l'attaque du fort Saint-Joseph occupé par les Britanniques depuis le traité de Paris en 1763.
Si l'attaque du fort Saint-Joseph fut un succès, par la suite les forces britanniques reprirent le dessus et capturèrent une partie des assaillants retranchés dans Petit Fort, un fortin situé dans la même région.
Il participa à la Bataille de Brandywine, la Bataille de Saint-Pierre, et la Bataille de Germantown.
Aux attaques sur le Fort Détroit, le Fort Wayne, et le Fort Saint-Joseph, sous le Colonel Augustin de La Balme, ils ont pour mission d'attaquer Détroit et de capturer l'agent des Britanniques Charles Beaubien,.
Jean-Baptiste Hamelin fut démobilisé des obligations militaires le 21 juin 1783.
En 1787, il s'en retourne au Canada avec plusieurs de ses compagnons de régiment.

## Sources
1. ↑  « A few notes on Charles Amlaws Revolutionary service file », sur tripod.com (consulté le 16 avril 2023).
2. ↑  Le Poste de la Rivière Saint-Joseph (Mich.) (1691-1781), p. 181
3. ↑  The British regime in Wisconsin, Library of Congress, 1760–61: The British Take Possession, p. 201-202
4. ↑  An account of Southwest Michigan and St. Joseph County: edited by Charles A. Weissert. Weissert, Charles Adam, 1878-1947., Fuller, George N. (George Newman), 1873-1957., Michigan Pioneer and Historical Society.
5. ↑  « An enumeration of the French Canadian Refugees, who were soldiers, on Lake Champ », sur tripod.com (consulté le 16 avril 2023).